# Журило, Александр Артёмович
Алекса́ндр Артёмович Жури́ло (1 августа 1935, Архангельск — 16 декабря 2020, Москва) — советский и российский горный инженер, учёный в области геомеханики горных пород, доктор технических наук, действительный член Горной академии наук (1993), почетный работник угольной промышленности, награждён знаком «Шахтёрская слава» трёх степеней. Автор более 50 научных трудов, в том числе монографий по актуальным проблемам горного дела. Имеет авторские свидетельства на изобретения.
Под его руководством защищён ряд кандидатских диссертаций. Основная научно-производственная деятельность А. А. Журило была посвящена угольной и газовой промышленности.

## Биография
Родился 1 августа 1935 года в городе Архангельск.
Его отец — Артём Петрович Журило (6 апреля 1903—1959, Уманский уезд, Киевская губерния, Российская империя), в 29 лет был сослан в Архангельскую область город Архангельск. Там познакомился с будущей женой Полиной Александровной Цапиной (18 января 1906 — 8 сентября 1981, Вологодская губерния, Российская империя). Примерно в 1936 году семья переехала в город Навои Узбекской ССР к сестре отца Ирине и там в 1937 году родился брат Пётр. В 1939 году семья переехала в город Сталино. В Великую Отечественную войну отец ушёл на фронт и оккупацию семья пережила в городе Сталино. Артём Петрович Журило прошёл всю войну. У него было ранение — перебита рука. Он был награждён медалью «За отвагу» и двумя медалями «За боевые заслуги».

### Образование
В 1943 году, после освобождения донецкой земли от фашистов, поступил и учился в школе НСШ № 56 (бывшая НСШ № 113) Киевского района (поселок 3-й Восточный, Ветка) города Сталино. Одновременно учился в музыкальной школе по классу скрипки.
После окончания школы с серебряной медалью, в 1952 году становится студентом Сталинского (Донецкого) индустриального института (на базе которого 19 марта 1960 года был создан Донецкий политехнический институт).

### Производственная и научная деятельность
После окончания в 1957 году горного факультета Донецкого индустриального института по специальности горный инженер начал трудовую деятельность на шахтах Донецкого бассейна. Сначала горным мастером шахты № 10-бис треста «Куйбышевуголь» комбината «Донецкуголь» города Донецк. Затем — начальником эксплуатационного участка, заместителем главного инженера. В 1962 году переведён заместителем главного инженера шахтоуправления «Холодная балка» треста «Макеевуголь», а в скором времени — в техническое управление комбината «Донецкуголь».
Полвека трудовая деятельность А. А. Журило неразрывно связана с решением проблем развития горных наук.
В 1964 году поступил в аспирантуру Института горного дела имени А. А. Скочинского, а в 1967 году защитил диссертацию на соискание ученой степени кандидата технических наук.
В 1985 году защитил докторскую диссертацию.
Более 30 лет (1964 год — 1995 год) являлся сотрудником Института горного дела имени А. А. Скочинского Министерства угольной промышленности и АН СССР. Здесь А. А. Журило прошел путь от младшего и старшего научного сотрудника, заведующего лабораторией, а затем главного научного сотрудника, став за это вемя крупным учёным одним из наиболее признанных авторитетов в горной науке. Его научные исследования посвящены решению задач эффективного управления горным давлением при подземной добыче твёрдых полезных ископаемых .
Согласно протоколу № 1 учредительного собрания Академии горных наук от 28 октября 1993 г. был избран Президиум АГН в составе: Ю. Н. Малышев, Б. Ф. Братченко, А. А. Журило, Н. А. Архипов, Л. К. Антоненко, Ю. Д. Буянов, А. И. Гриценко, В. В. Кротков, А. И. Тимченко, К. Н. Трубецкой и В. П. Филиппов. При учреждении Академии горных наук был избран Главным учёным секретарём.
В Академии горных наук А. А. Журило проводил большую научно-организационную работу по формированию подразделений и региональных отделений Академии, комплексной научно-исследовательской программы, которые обеспечили дальнейшее решение отраслевых и межотраслевых проблем минерально-сырьевого комплекса России.
Многие годы принимал активное участие в работе редакционно-издательского совета Академии горных наук и редколлегии журнала «Горный вестник».
Совместно с академиками Е. И. Шемякиным и И. М. Петуховым, А. А. Журило была предложена федеральная межотраслевая программа научно-исследовательских работ по проблеме «Разработка и внедрение нетрадиционных способов и средств управления геомеханическим состоянием и процессами в горном массиве в целях эффективной, экологически чистой и безопасной эксплуатации недр и земной поверхности», которая включала решение актуальных задач угольной, горно-химической, нефтяной и газовой промышленности, а также горнодобывающих отраслей промышленности чёрных и цветных металлов для ядерной энергетики.
В 1995—1999 годы А. А. Журило — главный научный сотрудник ООО «Газпром ВНИИГАЗ», где работал над проблемой разработки нетрадиционного источника углеводородов — добычи и использования газа из угольных месторождений.
Знания и многолетний опыт А. А. Журило сыграли важную роль в зарождении и развитии актуальной темы: «Проблемы освоения ресурсов метана угольных пластов». Он стоял у истоков этой проблемы. Разработанные при непосредственном участии А. А. Журило «Геолого-технологические и технико-экономические соображения по организации освоения ресурсов метана угольных пластов Кузнецкого бассейна» были положены в основу научной концепции освоения метано-угольных месторождений Кузбасса.
Программа этих исследований включала:
- оценку ресурсов метана в угольных месторождениях;
- прогноз перспективности и разработку технологий поиска, разведки и использования газа из угольных пластов и локальных месторождений;
- решение экологических задач при освоении ресурсов;
- технико-экономическое обоснование эффективности решений по освоению ресурсов из угольных месторождений.

Наряду с этой проблемой, занимался решением геодинамических задач при освоении малых месторождений нефти и газа, а также задач обеспечения надёжности трубопроводного транспорта.
В 1999 году А. А. Журило переведён в ОАО «Газпром Промгаз», где продолжил выполнять работы в данном направлении.
В ОАО «Газпром Промгаз» А. А. Журило занимал разные должности: Учёный секретарь, член Бюро Учёного Совета ОАО «Газпром Промгаз» (секция «Региональная нефтедобыча, разработка метано-угольных месторождений и информационно-аналитические системы»), продолжая заниматься научной деятельностью.
Также занимал должность руководителя проектов, Главного научного сотрудника, советника Генерального директора, являлся координатором работ по выполнению государственного контракта с Федеральным агентством по науке и инновациям по теме «Создание технологий извлечения и промышленного использования ресурсов метана угольных пластов» .
Ушёл из жизни 16 декабря 2020 года в городе Москва от пневмонии, вызванной коронавирусной инфекцией COVID-19. Последние дни находился на аппарате ИВЛ в больнице Коммунарка. Похоронен на Новолюберецком кладбище города Люберцы.

## Научные направления
Основные научные направления:
- теоретические исследования и расчёт напряженно-деформированного состояния горного массива, разработка проблем эффективного управления геомеханическими процессами при обработке угольных пластов с трудно обрушаемой и неустойчивой кровлей, решение вопросов расположения, охраны и поддержания капитальных и подготовительных выработок с целью обеспечения их устойчивости в сложных геологических условиях.

На основе этого А. А. Журило были предложены региональные способы эффективного управления горным давлением применительно к технико-технологическим решениям при планировании горных работ по вскрытию, подготовке и технологии разработки угольных пластов в Донецком угольном бассейне. Например, с целью повышения безопасности работ по управлению труднообрушающейся кровлей в очистных забоях, было предложено зависающий массив основной кровли обрушать послойно потоком СВЧ-энергии.
- «Геолого-технологические и технико-экономические соображения по организации освоения ресурсов метана угольных пластов Кузнецкого бассейна» были положены в основу научной концепции освоения метано-угольных месторождений Кузбасса.

## Членство в организациях
- С 1993 года — действительный член Академии горных наук, редакционно-издательского совета журнала «Горный вестник».
- Член общественной организации «Землячество Донбассовцев»[15].

## Награды и премии
- Полный кавалер знака «Шахтёрская слава».
- Почётный работник угольной промышленности.
- Ветеран труда.

## Диссертации
- Тема кандидатской диссертации (1967 год) — «Исследование и разработка рациональных способов расположения, охраны и крепления выемочных и групповых штреков при совместной разработке сближенных пластов на шахтах комбината Луганскуголь». -М.: Ин-т горного дела им. А. А. Скочинского.
- Тема докторской диссертации (1984 год) — «Научные основы прогнозирования горного давления применительно к управлению труднообрушающимися кровлями при разработке пологих и наклонных угольных пластов». -М. Ин-т горного дела им. А. А. Скочинского.

## Увлечения
Туризм и путешествия: Россия, Израиль, Индия. Кругосветные путешествия от Австралии, Новой Зеландии,
по странам Южной Америки, США, Канада и Аляска.